# Abiphis candezei
Abiphis candezei là một loài bọ cánh cứng trong họ Elateridae. Loài này được Alluaud miêu tả khoa học năm 1896.